# 1,4-alfaglukandelningsenzym

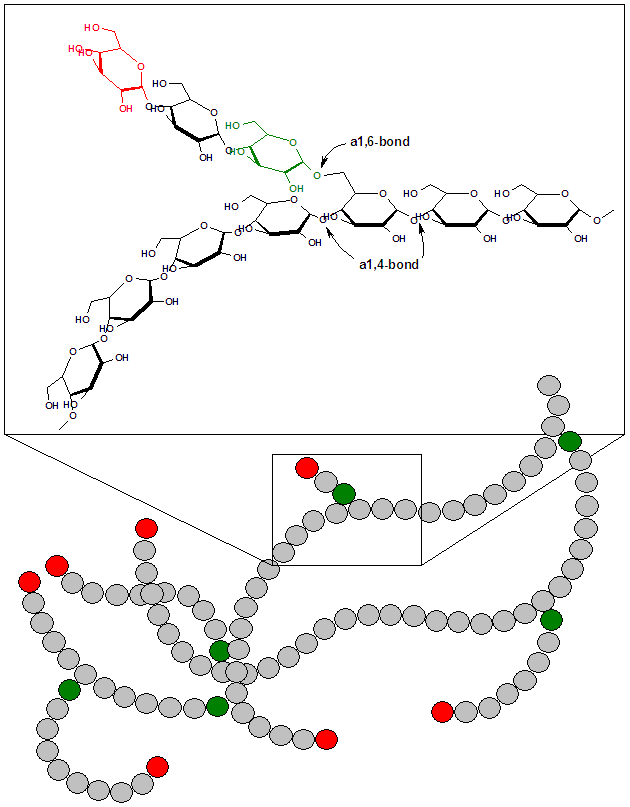

1,4-alfaglukandelningsenzym, även känt som förgreningsenzym, är ett enzym involverat i syntesen av glykogen i kroppens celler. Mer specifikt, under glykogensyntes, reagerar en glukos 1-fosfatmolekyl med uridintrifosfat (UTP) för att bli UDP-glukos, en aktiverad form av glukos. Den aktiverade glukosylenheten av UDP-glukos överförs sedan till hydroxylgruppen vid C-4 i en terminal rest av glykogen för att bilda en α-1,4- glykosidbindning, en reaktion som katalyseras av glykogensyntas. Viktigt är att glykogensyntas endast kan katalysera syntesen av a-1,4-glykosidbindningar. Eftersom glykogen är en lättmobiliserad lagringsform av glukos, förgrenas den förlängda glykogenpolymeren av glykogenförgrenande enzym för att tillhandahålla glykogennedbrytningsenzymer, som glykogenfosforylas, med många terminala rester för snabb nedbrytning. Förgrening ökar också väsentligt lösligheten och minskar den osmotiska styrkan hos glykogen.
Proteinet som kodas av denna gen är ett glykogenförgrenande enzym som katalyserar överföringen av alfa-1,4-kopplade glukosylenheter från den yttre änden av en glykogenkedja till en alfa-1,6-position på samma eller en angränsande glykogenkedja. Förgrening av kedjorna är avgörande för att öka lösligheten av glykogenmolekylen och följaktligen för att minska det osmotiska trycket i cellerna. De högsta nivåerna av detta enzym finns i lever- och muskelceller. Mutationer i denna gen förknippas med glykogenlagringssjukdom typ IV (även känd som Andersens sjukdom).

## Gen
GBE kodas av GBE1-genen.
Genom Southern blot-analys av DNA som härrör från humana/gnagare somatiska cellhybrider har GBE1 identifierats som en autosomal gen belägen på den korta armen av kromosom 3 i position 12.3. Den mänskliga GBE-genen isolerades också genom ett funktionskomplement av Saccharomyces cerevisiae GBE-brist. Från det isolerade cDNA:t visade sig längden på genen vara cirka 3 kb. Dessutom visade sig den kodande sekvensen omfatta 2 106 baspar och koda för en 702 aminosyror lång GBE. Molekylmassan för humant GBE beräknades till 80 438 Da.

## Struktur

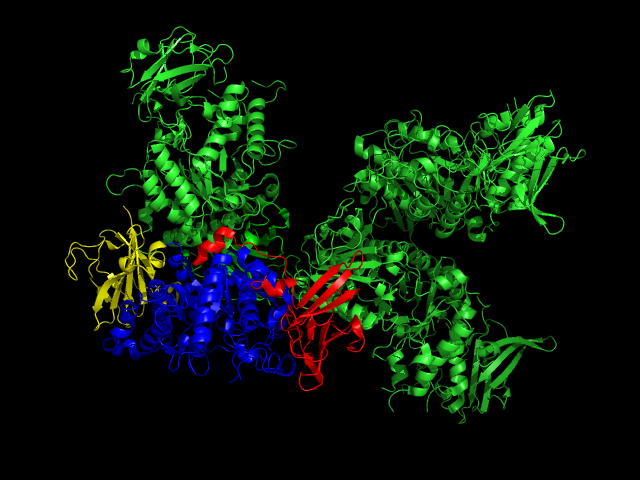
Struktur hos glykogenförgrenande enzym som finns i E. Coli

Glykogenförgreningsenzym tillhör α-amylasfamiljen av enzymer, som inkluderar α-amylaser, pullulanas/isoamylas, cyklodextringlukanotransferas (CGT) och grenenzym. Visat med röntgenkristallografi, har glykogenförgreningsenzym fyra marginellt asymmetriska enheter vardera som är organiserade i tre domäner: en aminoterminal domän, med uppgift att bestämma längden på kedjeöverföringen, en karboxylterminal domän för substratpreferens och katalytisk kapacitet, och en central (a/p) katalytisk domän. Den aminoterminala domänen består av 128 rester ordnade i sju β-strängar, den karboxylterminala domänen med 116 rester också organiserade i sju β-strängar, och (α/β) ) fatdomän med 372 rester. Medan den centrala (α/β) cylinderdomänen är vanlig hos medlemmar av a-amylasfamiljen, finns det många variationer mellan de olika fatdomänerna. Dessutom finns det slående skillnader mellan slingorna som förbinder elementen i den sekundära strukturen bland dessa olika a-amylasmedlemmar, speciellt runt det aktiva stället. I jämförelse med de andra familjemedlemmarna har glykogenbindande enzym kortare slingor, vilket resulterar i en mer öppen hålighet, gynnsam för bindningen av ett skrymmande substrat såsom grenat socker. Genom primär strukturanalys och röntgenkristallografiska strukturer av medlemmarna av a-amylasfamiljen, konserverades sju rester, Asp335, His340, Arg403, Asp 405, Glu458, His525 och Asp526 (E coli.-numrering). Dessa rester är inblandade i katalys och substratbindning.
Glykogenbindande enzymer i andra organismer har också kristalliserats och strukturellt bestämts, vilket visar både likhet och variation med GBE som finns i Escherichia coli.

## Funktion

Schema som visar funktionen av glykogenförgrenande enzym

I glykogen , var 10:e till 14:e glukosenhet, uppstår en sidogren med ytterligare en kedja av glukosenheter. Sidokedjan fäster vid kolatom 6 i en glukosenhet, en α-1,6-glykosidbindning. Denna koppling katalyseras av ett förgrenande enzym, vanligtvis benämnt α-glukan förgreningsenzym. Ett förgrenande enzym fäster en sträng med sju glukosenheter (med viss mindre variation av detta antal) till kolet vid C-6-positionen på glukosenheten, och bildar α-1,6-glykosidbindningen. Den specifika naturen hos detta enzym innebär att denna kedja med 7 kol vanligtvis är fäst vid en glukosmolekyl som är i position tre från den icke-reducerande änden av en annan kedja. Eftersom enzymet arbetar med sådan specificitet vad gäller antalet glukosenheter som överförs och den position till vilken de överförs, skapar enzymet den mycket karakteristiska, mycket grenade glykogenmolekylen.

## Klinisk betydelse
Mutationer i denna gen är förknippad med glykogenlagringssjukdom typ IV (även känd som Andersens sjukdom) hos nyfödda och med polyglukosan kroppssjukdom hos vuxna.
Cirka 40 mutationer i GBE1-genen, de flesta som resulterar i en punktmutation i det glykogenförgrenande enzymet, har lett till sjukdomen i den tidiga barndomen, glykogenlagringssjukdom typ IV (GSD IV). Denna sjukdom kännetecknas av en allvarlig utarmning eller fullständig frånvaro av GBE, vilket resulterar i ackumulering av onormalt strukturerat glykogen, känd som polyglukosankroppar. Glykogenuppbyggnad leder till ökat osmotiskt tryck vilket resulterar i cellulär svullnad och död. De vävnader som drabbas mest av denna sjukdom är levern, hjärtat och det neuromuskulära systemet, områden med de största nivåerna av glykogenackumulering. Onormal glykogenuppbyggnad i levern stör leverns funktion och kan resultera i en förstorad lever och leversjukdom. I muskler kan cellers oförmåga att effektivt bryta ner glykogen på grund av den kraftiga minskningen eller frånvaron av förgrening leda till muskelsvaghet och atrofi. Minst tre mutationer i GBE1-genen har visat sig orsaka en annan sjukdom som kallas adult polyglucosan body disease (APBD). Medan i GSD IV GBE-aktivitet är oupptäckbar eller minimalt detekterbar, kännetecknas APBD av minskad eller till och med normal GBE-aktivitet. I denna sjukdom kan onormalt glykogen byggas upp i nervceller vilket leder till ett spektrum av problem. Specifikt är vissa sjukdomskännetecken gångsvårigheter från blandade övre och nedre motorneuroner, sensorisk förlust i nedre extremiteter och neurogen urinblåsa, ett problem där en person saknar kontroll över urinblåsan på grund av ett hjärn-, ryggmärgs- eller nervtillstånd.